# Joachim von Boeselager
Joachim von Boeselager (* getauft 16. Oktober 1608 in Jever; † 21. April 1668 ebenda) war ein deutscher Hofbeamter und Diplomat.

## Leben
Boeselager ist der Sohn von Henning von Boeselager und dessen Ehefrau Dorothea von Broberg. Bis zu seinem 16. Lebensjahr 1624 war Boeselager als Page in Stellung am Oldenburger Hof. Dann ließ er sich für das Regiment des Josias Rantzau anwerben und tat in diesem fast zwei Jahre Dienst in Frankreich. Hier avancierte er in kurzer Zeit bis zum Capitainleutnant. Spätestens 1638 quittierte er seinen Dienst und wechselte als Hofjunker an den Hof von Graf Anthon Günther von Oldenburg. Mit diesem begleitete Boeselager den jungen Fürsten Johann VI. von Anhalt-Zerbst bei seinem offiziellen Einzug in Anhalt am 7. November 1642.
Schon am 4. November 1642 wurde Boeselager zusammen mit Fürst Johann und Konrad Balthasar Pichtel durch Fürst Ludwig I. von Anhalt-Köthen in die Fruchtbringende Gesellschaft aufgenommen. Wahrscheinlich auf Grund der Feierlichkeiten zur Thronbesteigung war für Boeselagers Aufnahmefeierlichkeiten keine Gelegenheit. Mit Schreiben vom 30. Dezember 1642 gestattet Fürst Ludwig I. Boeselager die willige beehrung und einweihung widerfahen zu lassen. Mit selbigen Schreiben verlieh er ihm den Gesellschaftsnamen der Aufhaltende und die Devise was blutet. Als Emblem wurde Boeselager der schwarzen Nessel Wurzel (Stachys sylvatica L.) zugedacht. Im Köthener Gesellschaftsbuch findet sich Boeselagers Eintrag unter der Nr. 400. Dort ist auch das Reimgesetz vermerkt, welches er anlässlich seiner Aufnahme verfasste:
Die Schwartze nessel wächst aus einer wurtzel auf
Die alles bluten stilt, doch mus sie sein gegraben
Mit sondrer stiller art: Der nahm' Aufhaltend drauf,
Was bluten kam mir Zu: Wir sollen an uns haben
Aufhaltend' eine weis' in unsers lebens lauff'
Und nicht blutgierig sein das seind die friedensgaben
Die giebet Gottes geist, und ohne fruchtt nicht sind,
Ja die mit nutzen man belohnet gnedig sind.
Diplomatische Missionen führten Boeselager in den folgenden Jahren nach Großbritannien (1639), Schweden (1645), Gravenhage (1647) und Wien (1648). 1649 zog sich Boeselager auf seinen Besitz Sparenburg im Jeverland zurück, welche ihm für treue Dienste von Graf Anthon Günther von Oldenburg geschenkt worden war. Hier heiratete er auch am 29. November 1653 Anna Salome von Wackerbart. Mit 42 Jahren wurde er ins Deichgrafenamt gewählt und hatte dieses Amt bis zu seinem Tod inne. Joachim von Boeselager starb am 21. April 1668 im Alter von 60 Jahren in dem seit 1667 zu Anhalt-Zerbst gehörigen Jever.